# نانایمو بار
نانایمو بار(به انگلیسی: Nanaimo bar) یک دسر است که احتیاج به پختن ندارد. خاستگاه این دسر کشور کانادا است و نام خود را از شهر نانایمو ، بریتیش کلمبیا در ونکور به عاریت گرفته است. نانایمو بار شامل ویفر ،‌بادام یا گردو و خرده نارگیل و کاستارد در وسط و لایه‌ای از شکلات در بالای است. نانایمو را می توان با با طعم‌های مختلف از جمله با نعنا، کره بادام زمینی ، نارگیل، کافه موکا و انواع مختلف شکلات تهیه کرد.

## جستارهای برجسته
مون پای
بنانا بوت
اس‌مور